# Lijst van voetbalinterlands China - India (vrouwen)
Deze lijst van voetbalinterlands is een overzicht van alle officiële voetbalinterlands tussen de nationale vrouwenteams van China en India. De landen hebben tot nu toe twee keer tegen elkaar gespeeld.

## Wedstrijden
| № | Plaats       | Datum            | Competitie                   | Wedstrijd     | Uitslag |
| - | ------------ | ---------------- | ---------------------------- | ------------- | ------- |
| 1 | Bangkok      | 11 december 1998 | Aziatische Spelen 1998       | India − China | 0 − 16  |
| 2 | Nakhon Sawan | 11 juni 2003     | Aziatisch kampioenschap 2003 | China − India | 12 − 0  |

## Samenvatting
| Competitie              | Totaal gespeeld | Winst China | Gelijk | Winst India | Doelsaldo China – India |
| ----------------------- | --------------- | ----------- | ------ | ----------- | ----------------------- |
| Aziatisch kampioenschap | 1               | 1           | 0      | 0           | 12 − 0                  |
| Aziatische Spelen       | 1               | 1           | 0      | 0           | 16 − 0                  |
| Totaal                  | 2               | 2           | 0      | 0           | 28 − 0                  |